# (819) Barnardiana
(819) Barnardiana est un astéroïde de la ceinture principale découvert le 3 mars 1916 par l'astronome allemand Max Wolf. Sa désignation provisoire était 1916 ZA.
Il fut nommé en honneur de Edward Emerson Barnard.